# Tounatea decipiens
Tounatea decipiens là một loài thực vật có hoa trong họ Đậu. Loài này được (Holmes) Lyons miêu tả khoa học đầu tiên năm 1907.